# Remy Hii
Remy Hii (24 de julio de 1986) es un actor malayoaustraliano, más conocido por haber interpretado a Van Tuong Nguyen en la miniserie Better Man.

## Biografía
Es hijo de padre chino-malasio y de madre australiana-inglesa.
Asistió durante tres años al National Institute of Dramatic Art "NIDA" de donde se graduó en 2011.

## Carrera
Formó parte del grupo de indie-rock "Rapids" junto a los actores Angus McLaren y Jamie Timony.
El 28 de junio de 2013 se unió al elenco recurrente de la serie australiana Neighbours donde interpretó al nadador Hudson Walsh, el novio de Chris Pappas, hasta el 1 de mayo de 2014 después de que su personaje decidiera terminar su relación con Cris luego de ser arrestado por haber atropellado a Robbo Slade, lo que le causó la muerte.
Ese mismo año apareció en la miniserie Better Man donde interpretó a Van Tuong Nguyen, un traficante de drogas australiano-vietnamita.
En abril de 2014 se anunció que Remy se había unido al elenco principal de la nueva serie norteamericana Marco Polo donde da vida al príncipe Jingim, el hijo y legalmente heredero del Khan, hasta ahora.

## Filmografía

### Series de televisión
| Año             | Título              | Personaje        | Notas                   |
| --------------- | ------------------- | ---------------- | ----------------------- |
| 2021            | Arcane              | Marcus           | 6 episodios             |
| 2018 - presente | Harrow              | Simon Van Reyk   | 10 episodios            |
| 2017            | Sisters             | Sam              | 5 episodios             |
| 2014 - 2016     | Marco Polo          | Príncipe Jingim  | 20 episodios            |
| 2013, 2014      | Neighbours          | Hudson Walsh     | 34 episodios            |
| 2013            | Better Man          | Van Tuong Nguyen | 4 episodios - miniserie |
| 2009            | H2O: Just Add Water | Guitarrista      | 4 episodios             |
| 2009            | East of Everything  | Invitado         | 2 episodios             |

### Películas
| Año  | Título                                    | Personaje      | Notas |
| ---- | ----------------------------------------- | -------------- | --- |
| 2021 | The Princess Switch 3: Romancing the Star | Peter Maxwell  | |
| 2019 | Spider-Man: Far From Home                 | Brad Davis     | |
| 2018 | Crazy Rich Asians                         | Alistair Cheng | |
| 2016 | 2:22                                      | Benny          | Junto a Teresa Palmer, Michiel Huisman, Sam Reid, Simone Kessell, John Waters, Maeve Dermody y Kerry Armstrong |
| 2013 | Mirrors                                   | Manny          | corto - junto a Burgess Abernethy, Fiona Spence y Simon Roborgh                                                |
| 2012 | Treading Water                            | Tom            | corto - junto a Nicole Nabout, Tony Poli, Miles Szanto y Josef Ber                                             |
| 2011 | Kiss                                      | -              | corto - junto a Kenji Fitzgerald, Sophie Lowe y Benedict Samuel                                                |
| 2009 | Maligayang Pasko                          | -              | corto - junto a Anna McGahan                                                                                   |
| 2009 | Beyond Blood                              | Gabriel Truong | corto - junto a Adam Eldon, Jason O'Halloran, Lap Phan, Ngoc Phan y Robert Reitano                             |

### Director
| Año  | Título           | Notas                                     |
| ---- | ---------------- | ----------------------------------------- |
| 2009 | Maligayang Pasko | corto - co-director y asistente de editor |

### Teatro
| Año  | Obra          | Personaje | Director   | Teatro             | Notas                                      |
| ---- | ------------- | --------- | ---------- | ------------------ | ------------------------------------------ |
| 2007 | The Estimator | Martin    | Jon Halpin | Queensland Theatre | junto a Carole Skinner y Natasha Wanganeen |

## Premios y nominaciones
| Año  | Categoría                             | Premio               | Serie      | Resultado |
| ---- | ------------------------------------- | -------------------- | ---------- | --------- |
| 2014 | Most Outstanding Newcomer             | Graham Kennedy Award | Better Man | Ganó      |
| 2014 | Best Lead Actor in a Television Drama | AACTA Award          | Better Man | Nominado  |